# Vertigella bicolor
Vertigella bicolor är en insektsart som beskrevs av Evans 1973. Vertigella bicolor ingår i släktet Vertigella och familjen dvärgstritar. Inga underarter finns listade i Catalogue of Life.